# Mathieu Bauderlique
Mathieu Albert Daniel Bauderlique (* 3. Juli 1989 in Hénin-Beaumont) ist ein französischer Profiboxer im Halbschwergewicht. 2016 gewann er eine Bronzemedaille bei den Olympischen Spielen in Rio de Janeiro.

## Amateurkarriere
Mathieu Bauderlique gewann 2007 eine Bronzemedaille im Mittelgewicht bei den Junioren-Europameisterschaften in Serbien. Nachdem er 2008 noch Dritter bei den französischen Meisterschaften geworden war, gewann er den Meistertitel 2009 und 2010 im Mittelgewicht. 2011 wurde er noch Vizemeister.
Bei den Mittelmeerspielen 2009 gewann er eine Bronzemedaille und startete bei den Weltmeisterschaften 2009 in Mailand, wo er in der zweiten Vorrunde ausschied. Zudem war er Viertelfinalist der Europameisterschaften 2010 in Moskau.
In der Saison 2012/13 der World Series of Boxing bestritt Bauderlique drei Kämpfe für die Algeria Desert Hawks, von denen er jedoch nur einen gewann. 

### AIBA Pro Boxing (APB)
Seit Oktober 2014 startete Bauderlique in dem neugegründeten Profibereich „APB“ des vom IOC anerkannten Weltverbandes AIBA, nachdem es erstmals Profiboxern möglich war, sich für die Olympischen Spiele 2016 in Rio de Janeiro zu qualifizieren. Im ersten Zyklus konnte er gegen Ädilbek Nijasymbetow und Kennedy St-Pierre gewinnen, verlor jedoch gegen Ehsan Rouzbahani. Im zweiten Zyklus gewann Bauderlique gegen Nikita Iwanow, Joe Ward und Spas Genow, womit er sich für den Titelkampf gegen Ehsan Rouzbahani qualifizierte. Diesen besiegte er im September 2015, wurde damit APB-Champion im Halbschwergewicht und qualifizierte sich zugleich für die Olympischen Spiele 2016. Dort besiegte er im Achtelfinale den Kolumbianer Juan Carrillo und im Viertelfinale den Ecuadorianer Carlos Mina. Im Halbfinale schied er dann mit einer Bronzemedaille gegen Julio César La Cruz aus.

## Profikarriere
Sein Profidebüt gewann er am 22. Oktober 2011. Am 28. April 2018 gewann er den französischen Meistertitel im Halbschwergewicht. Im Oktober 2018 wurde er WBC Francophone Champion, im März 2019 WBA Intercontinental Champion und im September 2021 EBU European Champion.
Im August 2022 verlor er durch K. o. gegen Callum Smith.